# La oscuridad (álbum)
La Oscuridad es el álbum de estudio debut del cantante puertorriqueño Bryant Myers. Fue publicado el 27 de julio de 2018 a través de los sellos discográficos eOne Music y La Commission. Contiene catorce canciones y las colaboraciones de Plan B, Cosculluela, Bad Bunny, Darell, entre otros.
El álbum contiene los ritmos de reguetón y trap latino, con algunas canciones en ella fusionando distintos ritmos, desde dancehall y dembow dominicano a EDM.

## Antecedentes
Originalmente fue planificado como un EP, con un lanzamiento tentativo para el 18 de noviembre de 2016, con cinco canciones y colaboraciones con Farina, Maluma y Tito el Bambino. La publicación definitiva del álbum vino después de sufrir un intento de secuestro en junio, mientras estaba acompañando a su madre en su ciudad natal.

## Recepción crítica y comercial
Canciones y sencillos promocionales, como «Ojalá» y «Triste», fueron certificados por la RIAA. «Ojala» fue certificado como oro a finales de 2018, mientras que «Triste» fue certificado como doble platino en abril de 2019.

## Lista de canciones
| N.º   | Título                                         | Productor(es)                     | Duración |  |
| 1.    | «Bryant Myers (Intro)»                         | Alex Killer                       | 2:55     |  |
| 2.    | «No eres mía»                                  | EQ “The Equalizer” · Erick Ant    | 3:57     |  |
| 3.    | «Ponle música» (con Plan B)                    | Maffio                            | 3:46     |  |
| 4.    | «Momentos» (con Cosculluela)                   | Montana “The Producer”            | 3:40     |  |
| 5.    | «Dólares»                                      | Alex Killer                       | 3:01     |  |
| 6.    | «Triste» (con Bad Bunny)                       | Alex Killer                       | 4:27     |  |
| 7.    | «Prende un Phillie» (con Farruko)              | Montana “The Producer”            | 3:42     |  |
| 8.    | «Más que ustedes» (con Messiah)                | Alex Killer                       | 4:11     |  |
| 9.    | «Vamos a vernos» (con Jon Z, Gigolo y La Exce) | Brujo & Yoyo “The Champion Sound” | 4:26     |  |
| 10.   | «Tu sabes» (con Tito el Bambino)               | Nesty                             | 3:57     |  |
| 11.   | «Me han hablau de ti» (con Miky Woodz)         | Lil Geniuz                        | 4:21     |  |
| 12.   | «Ojalá» (con De La Ghetto, Darell y Almighty)  | JanKa                             | 5:07     |  |
| 13.   | «Volvamos hablar»                              | JanKa                             | 3:49     |  |
| 14.   | «Pa' pasar el rato»                            | Chris Jedi                        | 3:16     |  |
| 54:35 |                                                |                                   |          |  |

## Créditos y personal
Adaptados desde AllMusic.
- Bryan Robert Rohena Perez – Artista principal, composición.
- Evaristo Pabón (Artie Pabón) – Composición, productor ejecutivo.
- Carlos Javier Casillas (Javish) – Composición, productor ejecutivo.
- David LaPointe – Productor ejecutivo.
- Raúl Cosculluela – Director creativo, diseño de empaque.
- Jampi Miro – Director creativo, diseño de empaque.
- Hazeem Velazquez – Fotografía.
- Mike Fuller – Masterización.
- Marioso DeJesus – Mezcla.
- Joseph A. Negrón Vélez (Alex Killer) – Composición, ingeniería, producción.
- Ervin Quiroz (EQ “The Equalizer”) – Composición, ingeniería, producción.
- Erick A. Celis (Erick Ant) – Composición, producción.
- Orlando J. Valle Vega – Artista invitado, composición.
- Edwin Vázquez Vega – Artista invitado, composición.
- Carlos Ariel Peralta – Composición, ingeniería, producción.
- Karloff Gaitán – Composición, ingeniería, producción.
- José Cosculluela – Artista invitado, composición.
- Alberto Lozada Algarín (Montana “The Producer”) – Composición, ingeniería, producción.
- Francisco Collazo (Franfusión) – Composición.
- Benito Martínez – Artista invitado, composición.
- Carlos Efrén Reyes Rosado – Artista invitado, composición.
- Emmanuel Benito García – Artista invitado, composición.
- Jonathan Resto Quiñones – Artista invitado, composición.
- Ronald Santos (Gigolo) – Artista invitado, composición.
- Jean C. Ferreira Suero (La Exce) – Artista invitado, composición.
- Eliosbel Galarraga (Brujo) – Composición, ingeniería, producción.
- Yarek Orsini (Yoyo) – Composición, ingeniería, producción.
- Efraín Fines Nevares – Artista invitado, composición.
- Joan Ortiz Espada (Joan La Voz) – Composición.
- Carlos Alberto Pizarro Martínez – Composición.
- Jorge Nicolás Rodríguez – Composición.
- Ernesto F. Padilla – Composición, ingeniería, producción.
- Christian Adorno (Lil Geniuz) – Producción.
- Miguel Ángel Rodríguez – Artista invitado, composición.
- Jan Carlos Enrique Sierra Mona (JanKa) – Composición, ingeniería, producción.
- Rafael Castillo-Torres – Artista invitado, composición.
- Osvaldo Elías Castro Hernández – Artista invitado, composición.
- Alejandro Mosqueda – Artista invitado, composición.
- Pablo Christian Fuentes (BF) – Composición.
- Carlos E. Ortiz Rivera – Composición, producción.
- Luis E. Ortiz Rivera (Wichi) – Composición.
- Juan G. Rivera (Gaby Music) – Composición.
- Alejandro Ramírez Suárez – Composición.
- Roberto Martínez (Revol) – Composición.

## Posicionamiento en listas
| Listas (2018)                        | Mejor posición |
| ------------------------------------ | -------------- |
| España (Top 100 Álbumes)             | 52             |
| Estados Unidos (Billboard 200)       | 177            |
| Estados Unidos (Independent Albums)  | 6              |
| Estados Unidos (Latin Rhythm Albums) | 4              |
| Estados Unidos (Top Latin Albums)    | 4              |

| Lista (2018)                      | Posición |
| --------------------------------- | -------- |
| Estados Unidos (Latin Rhythm)     | 16       |
| Estados Unidos (Top Latin Albums) | 48       |

| Lista (2019)                      | Posición |
| --------------------------------- | -------- |
| Estados Unidos (Top Latin Albums) | 90       |